# Svete
Svete je priimek več znanih Slovencev:
- Alojz Svete (*1963), igralec
- Bernard Svete, kitarist, glasbeni pedagog
- Josip Svete (1878–1967), izseljenski organizator v ZDA
- Jožica Svete (*1942), pevka narodnozabavne glasbe
- Jurij Svete (*1962), viokemik, univ. prof.
- Marko Svete (1927–1974), agronom, politik
- Pavle Svete (1933–2021), pravnik, strokovnjak za zakonodajo
- Petra Svete (*1991), alpska smučarka
- Sebastjan Svete (*1983), pravnik
- Silvo Svete, gospodarstvenik
- Tomaž Svete (*1956), skladatelj in dirigent, univ. prof.
- Uroš Svete (*1975), obramboslovec
- Žiga Svete (*1985), hokejist